# Лу Бега
Лу Бе́га (нем. Lou Bega; настоящее имя Дави́д Лубе́га (нем. David Lubega); род. 13 апреля 1975, Мюнхен, Бавария, ФРГ) — немецкий музыкант угандийско-итальянского происхождения. Широко известен благодаря песне «Mambo No. 5», являющейся ремейком инструментального произведения Переса Прадо, сочинённого в 1949 году. Лу Бега добавил к музыке свой собственный текст и использовал её в качестве семпла.

## Детство и юность
Мать Лу Беги родилась в Калабрии (южная Италия), а отец прибыл в Германию из Уганды в 1972 году для изучения биологии в Мюнхенском университете Людвига-Максимилиана. До 6 лет Давид проводил большую часть времени в Италии вместе с матерью. В дальнейшем они переехали на постоянное жительство в Мюнхен, где мальчик поступил в немецкую начальную школу. В 15-летнем возрасте он прожил полтора года в Майами, кроме того, полгода провёл в Уганде. В настоящее время он живёт в Берлине.

## Карьера

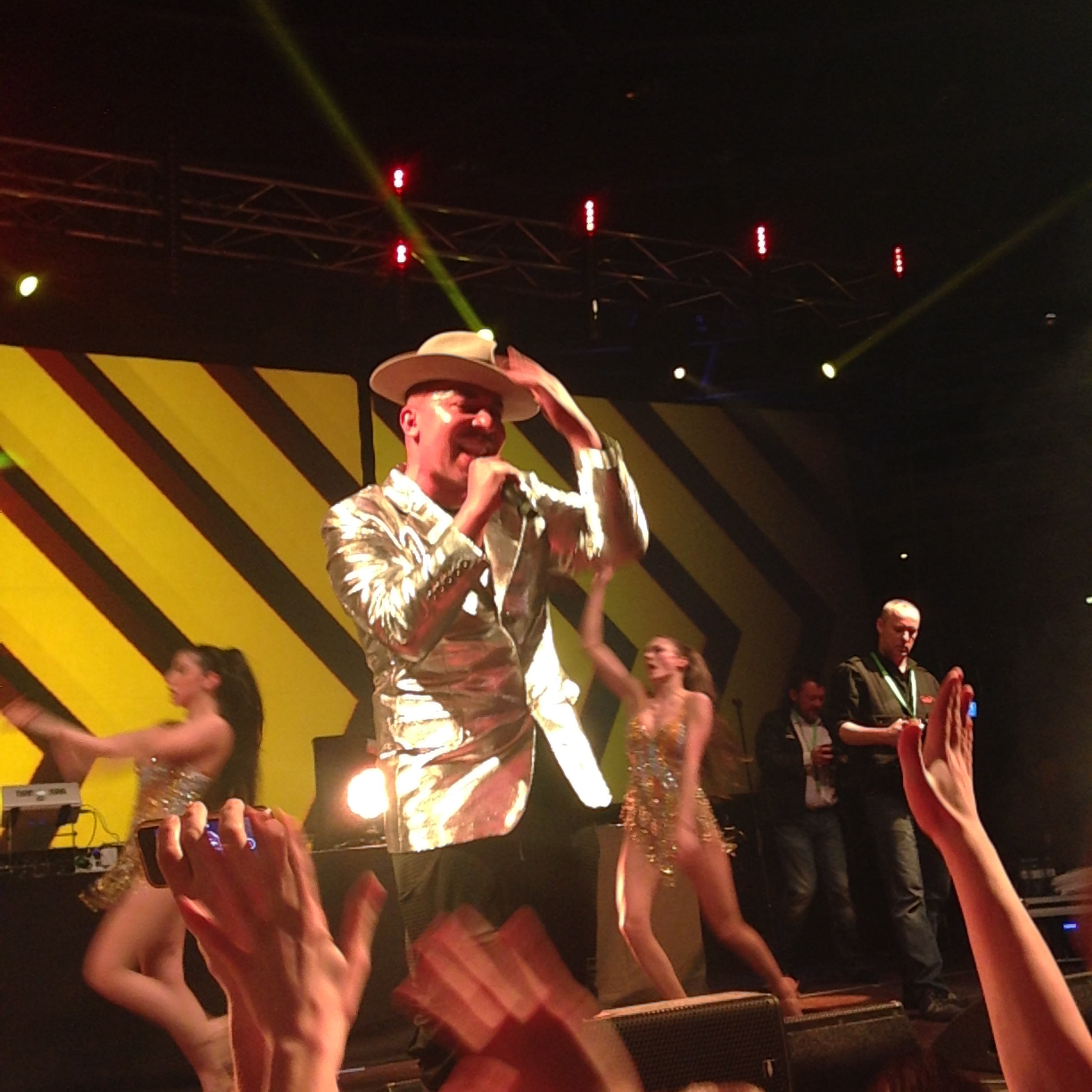
«Die 90er MEGA SAUSE», Берлин, 2014 год

Лу Бега начинал свою музыкальную карьеру как рэпер. В 13 лет он основал вместе с двумя друзьями хип-хоп-группу, а через два года они выпустили CD. Проживая в Майами, Бега открыл для себя латиноамериканскую музыку. Когда он вернулся в Германию, местные продюсеры Гоар Бизенкамп (более известный как Goar B) и Ахим Кляйст (Syndicate Musicproduction) разглядели его талант. Бега подписал контракт со звукозаписывающей компанией «Lautstark».
Первый же его сингл «Mambo No. 5» мгновенно стал популярным во всём мире, заняв первое место в хит-парадах большинства европейских стран, включая Германию, Англию и Францию, а также третье место в США. Во Франции сингл удерживал 1-е место в течение 20 недель, что до сегодняшнего дня является непревзойдённым рекордом.
19 июля 1999 года Лу Бега выпустил альбом A Little Bit of Mambo. Он занял 3-е место в США и Германии, но разместился на 1-м месте в чартах Австрии, Канады, Финляндии, Венгрии, Португалии, Швейцарии и на Ближнем Востоке. Следующий сингл, «I Got a Girl», вошёл в первую десятку в ряде европейских стран, включая Францию, Финляндию и Бельгию.
Второй студийный альбом Лу Беги, Ladies and Gentlemen, вышел 28 мая 2001 года. Ни сам альбом, ни отдельные его песни не получили того коммерческого успеха, который имел A Little Bit of Mambo. В новом альбоме была записана песня «Baby Keep Smiling», исполненная дуэтом с Компаем Сегундо, участником проекта Buena Vista Social Club (в альбоме A Little Bit of Mambo эта же песня звучала без него). На диске Ladies and Gentlemen Лу Бега записал также кавер-версию известной песни «Just a Gigolo / I Ain’t Got Nobody».
Лу Бега является персонажем компьютерных игр «Tropico» (в немецкой её версии звучит и его песня «Club Elitaire»), а также Walt Disney’s The Jungle Book Rhythm n' Groove. Лу Бега сочинил песню к французскому мультсериалу «Марсупилами».
Весной 2010 года Лу Бега выпускает альбом Free Again.
В 2019 году, в честь 20-летия творческой деятельности, Лу выпускает посвящение Скэтмену Джону под названием «Scatman & Hatman», воплощая нереализованную мечту о совместной записи. Спродюсировал трек Roland Spremberg (работавший с a-ha, Ville Valo, Natalia Avelon).

## Дискография

### Альбомы
| Год  | Альбом                | Позиция в чарте | Позиция в чарте | Позиция в чарте | Позиция в чарте | Позиция в чарте | Позиция в чарте | Позиция в чарте | Позиция в чарте | Позиция в чарте | Позиция в чарте | Позиция в чарте | Позиция в чарте |
| Год  | Альбом                | US              | UK              | DE              | AT              | CH              | FR              | NL              | FI              | SE              | NO              | AU              | NZ              |
| ---- | --------------------- | --------------- | --------------- | --------------- | --------------- | --------------- | --------------- | --------------- | --------------- | --------------- | --------------- | --------------- | --------------- |
| 1999 | A Little Bit of Mambo | 3               | 50              | 3               | 1               | 1               | 8               | 17              | 1               | 20              | 3               | 19              | 28              |
| 2001 | Ladies and Gentlemen  | —               | —               | 54              | 31              | 23              | 109             | —               | —               | —               | —               | —               | —               |
| 2005 | Lounatic              | —               | —               | —               | —               | —               | —               | —               | —               | —               | —               | —               | —               |
| 2010 | Free Again            | —               | —               | —               | —               | —               | —               | —               | —               | —               | —               | —               | —               |

### Синглы
| Год  | Сингл                    | Позиция в чарте | Позиция в чарте | Позиция в чарте | Позиция в чарте | Позиция в чарте | Позиция в чарте | Позиция в чарте | Позиция в чарте | Позиция в чарте | Позиция в чарте | Позиция в чарте | Позиция в чарте | Альбом                |
| Год  | Сингл                    | US              | UK              | DE              | AT              | CH              | FR              | NL              | FI              | SE              | NO              | AU              | NZ              | Альбом                |
| ---- | ------------------------ | --------------- | --------------- | --------------- | --------------- | --------------- | --------------- | --------------- | --------------- | --------------- | --------------- | --------------- | --------------- | --------------------- |
| 1999 | «Mambo No. 5»            | 3               | 1               | 1               | 1               | 1               | 1               | 1               | 1               | 1               | 1               | 1               | 1               | A Little Bit of Mambo |
| 1999 | «I Got a Girl»           | —               | 55              | 19              | 19              | 20              | 5               | 31              | 2               | 12              | —               | 31              | 48              | A Little Bit of Mambo |
| 1999 | «Tricky, Tricky»         | 74              | —               | —               | —               | —               | —               | —               | —               | 55              | —               | —               | —               | A Little Bit of Mambo |
| 2000 | «Mambo Mambo»            | —               | —               | —               | —               | —               | 11              | —               | —               | —               | —               | —               | —               | A Little Bit of Mambo |
| 2001 | «Gentleman»              | —               | —               | 35              | 16              | 62              | 54              | —               | —               | —               | —               | —               | —               | Ladies and Gentlemen  |
| 2001 | «Just a Gigolo»          | —               | —               | 94              | —               | —               | —               | —               | —               | —               | —               | —               | —               | Ladies and Gentlemen  |
| 2006 | «Bachata»                | —               | —               | 100             | —               | —               | 69              | 88              | —               | —               | —               | —               | —               | Lounatic              |
| 2006 | «You Wanna Be Americano» | —               | —               | —               | —               | —               | —               | —               | —               | —               | —               | —               | —               | Lounatic              |
| 2007 | «Conchita»               | —               | —               | —               | —               | —               | —               | —               | —               | —               | —               | —               | —               | Lounatic              |
| 2019 | «Scatman & Hatman»       | —               | —               | —               | —               | —               | —               | —               | —               | —               | —               | —               | —               |                       |

### Сборные альбомы
- 2002: King of Mambo
- 2004: Mambo Mambo — The Best of Lou Bega